# Kimya Dawson

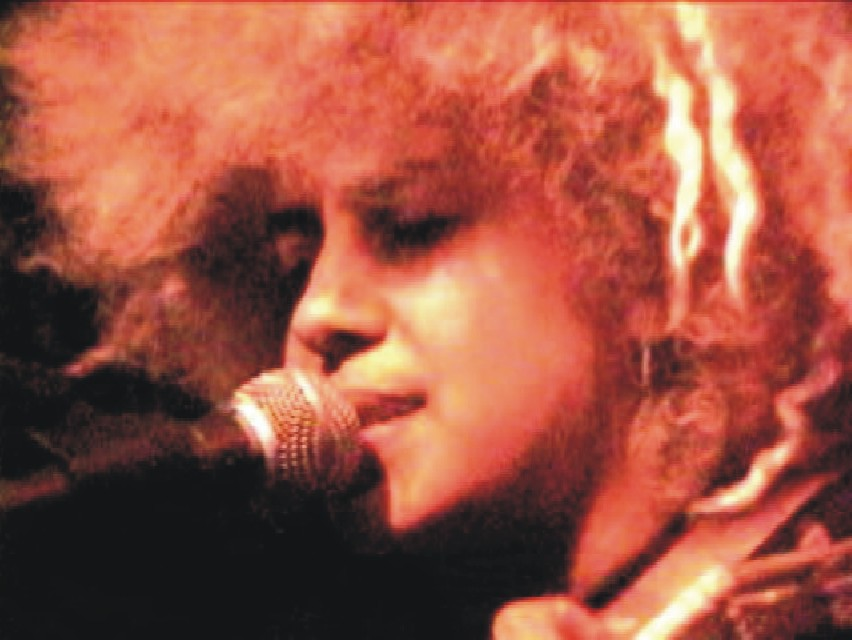
Kimya Dawson, 2003.

Kimya Dawson, född 17 november 1972[källa behövs], är en amerikansk singer-songwriter.
Hon är känd som medlem i bandet The Moldy Peaches där hon tillsammans med Adam Green var sångerska. Hon har även en solokarriär och är, liksom Regina Spektor, förknippad med antifolk. Dawson hade fem låtar med i den Oscarsvinnande filmen Juno från 2007. Hon har en dotter.

## Soloalbum
- I'm Sorry That Sometimes I'm Mean (2002)
- Knock Knock Who? (2004)
- My Cute Fiend Sweet Princess (2004)
- Hidden Vagenda (2004)
- Remember That I Love You (2006)
- Alphabutt e. pee (CD-R med barnsånger)